# 그렉 반센
그렉 L. 반센(Greg L. Bahnsen, 1948년 9월 17일 - 1995년 12월 11)는 미국의 칼빈주의 철학자, 변증학자, 그리고 논쟁자이다. 그는  미국 정통 장로교회(OPC) 목사이며,  기독교 학문 남 캘리포니아 센터(SCCCS) 소속 학자였다. 그는 고넬니우스 반틸의 전제주의 변증 방법을 대중화함으로써 기독교 변증학 분야에 큰 공헌을 하였다.

## 주요 사상
반센은 기독교인과 비기독교인의 차이를 분명하게 해야 한다는 반틸의 생각을 보다 명확하게 표현하였다. 그는 중립성 (철학)이 비도덕적임을 설명하고, 특히, 불가지론을 중립성의 대표적인 예로 꼽았다. 그러므로, 기독교인이 중립적인 태도를 보이거나 진리에 대하여 불분명한 태도를 보이는 것을 어둠에 거하는 것으로 이해 하였다. 그는 그리스도에 근거하지 않는 철학을 세속주의라고 보고, 이것은 믿음을 배신하는 것이라고 보았다.

## 작품
- Always Ready: Directions for Defending the Faith (ISBN 0-915815-28-1)
- Van Til's Apologetic: Readings and Analysis (ISBN 0-87552-098-7)
- Theonomy in Christian Ethics (ISBN 0-9678317-3-3)
- By This Standard: The Authority Of God's Law Today ISBN 0-930464-06-0
- No Other Standard: Theonomy and Its Critics ISBN 0-930464-56-7
- House Divided: The Breakup of Dispensational Theology with Kenneth Gentry. ISBN 0-930464-27-3
- Homosexuality: A Biblical View (ISBN 0-8010-0744-5)
- Five Views on Law and Gospel (Chapter contribution) (ISBN 0-310-21271-5)
- Foundations of Christian Scholarship (2 Chapter Contributions) (ISBN 1-879998-25-4)
- God and Politics: Four Views on the Reformation of Civil Government (Chapter contribution) (ISBN 0-87552-448-6)
- Theonomy: An Informed Response (2 Chapter contributions) (ISBN 0-930464-59-1)
- Victory in Jesus: The Bright Hope of Postmillennialism (ISBN 0-9678317-1-7)
- Presuppositional Apologetics: Stated and Defended (Edited by Joel McDurmon.) (ISBN 0-915815-55-9)